# Stadthaus (Bremen, 1819–1908)
Das Bremer Stadthaus war ein Behördengebäude der Freien Hansestadt Bremen, erbaut von 1818/19 auf den Fundamenten des ehemaligen erzbischöflichen Palatiums. 1909 musste es dem Erweiterungsbau des Rathauses weichen.

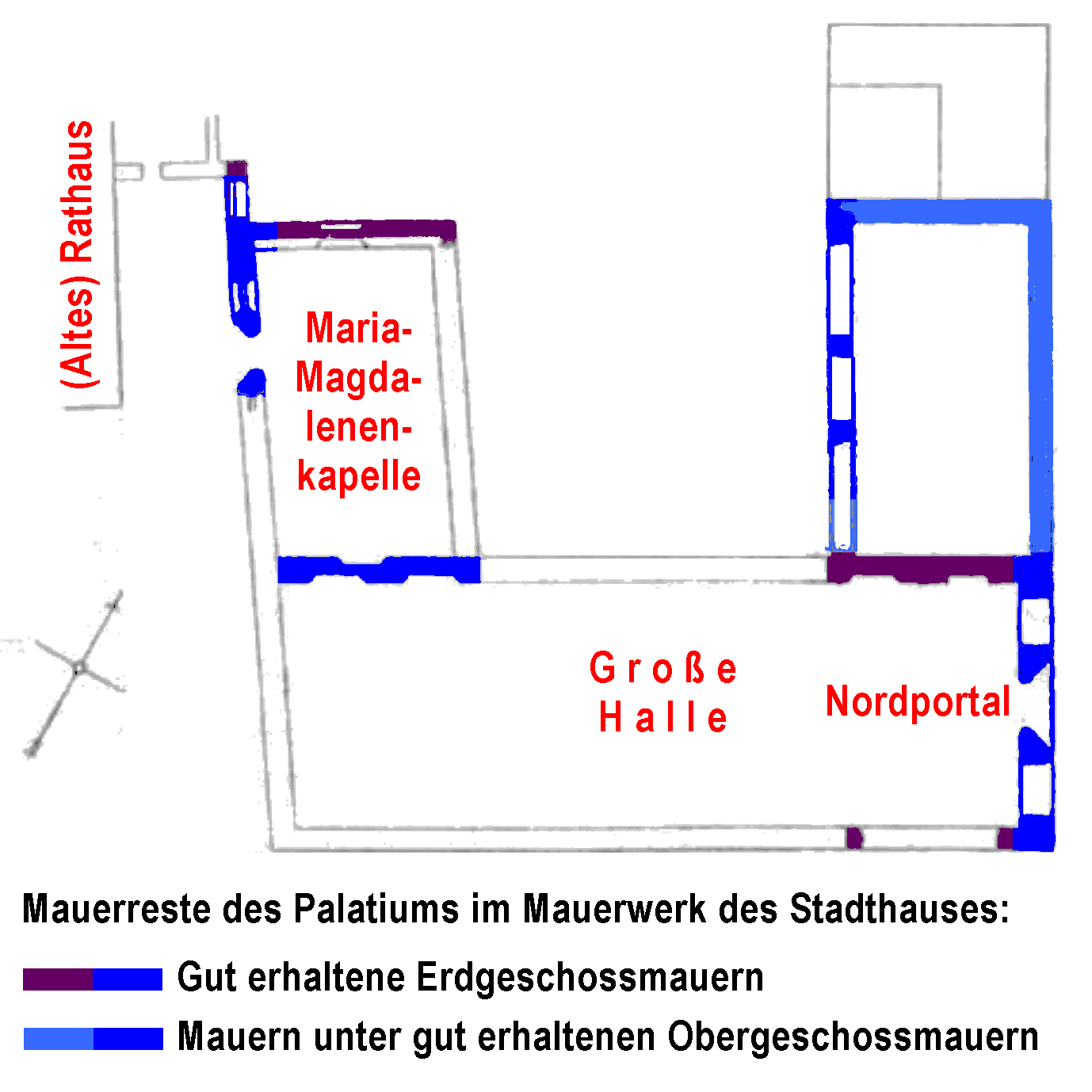
Verborgene Gotik

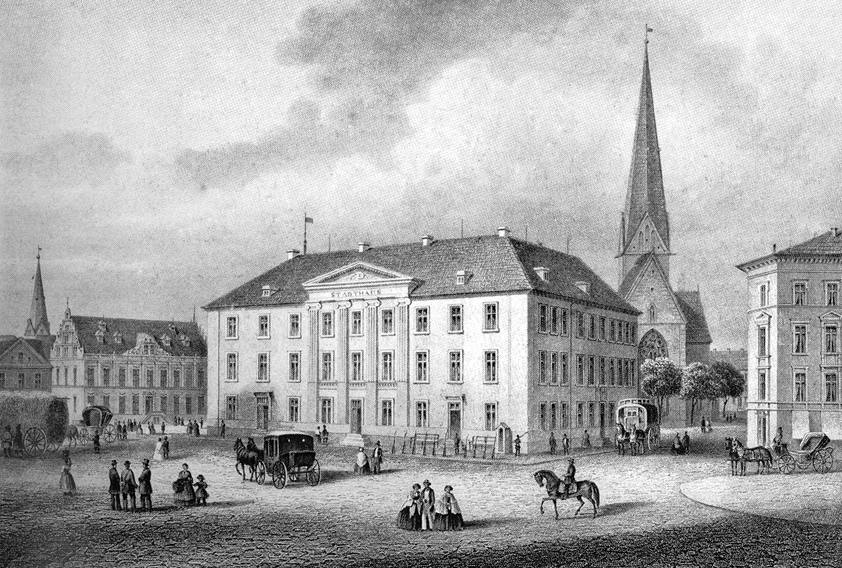
Stadthaus vom Domshof um 1840

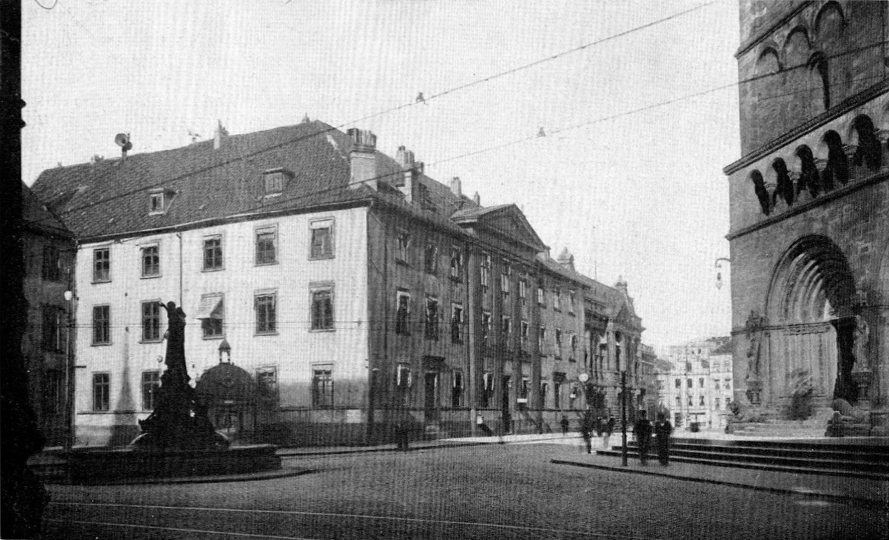
Stadthaus von Süden um 1900

Mit dem Reichsdeputationshauptschluss von 1803 war das erzbischöfliche Palatium, zuletzt Verwaltungssitz der hannoverschen Enklave im Stadtgebiet, in stark heruntergekommenem Zustand an die Freie Hansestadt gefallen.
In den Jahren 1818 bis 1819 wurde der mittelalterliche Bau zu großen Teilen abgerissen und zu einem dreistöckigen Verwaltungsgebäude im damals modernen Klassizismus umgebaut. Die Pläne stammten von Nicolaus Blohm, der den Bau auch leitete, ansonsten aber mehr für den Deichbau zuständig war. Die beim Palatium türlose Ostfassade hatte nun drei Eingänge. Vier Pilaster und eine Attika deuteten in der eigentlich gerade durchgehenden Wand einen Mittelrisalit an. Durch den Haupteingang gelangte man in eine geräumige Diele. Von dort führte eine dreiflüglige, d. h. teilweise doppel-, teilweise einläufige Treppe in die Obergeschosse.
Neun Jahrzehnte lang war das Stadthaus der Sitz wichtiger Behörden der Hansestadt. Zunächst beherbergte es außerdem zwei Postämter, das Stadtpostamt und das preußische Postcommptoir.
1818 hatte Bremen 37.029 Einwohner und der Hafenbetrieb war durch Versandung beeinträchtigt. Nach der Aufhebung der Torsperre 1848 nahm die Industrialisierung Bremens und damit der Zuzug von Arbeitskräften Fahrt auf. Bahnanschluss (1847) und Weserkorrektion (1887–1895) gaben dem Hafenbetrieb Aufschwung.
Anfang des 20. Jahrhunderts überschritt die Bevölkerungszahl Bremens die 200.000.
So stieg der Bedarf der Verwaltung an Bürofläche und es kam der Wunsch nach weiteren Repräsentations- und Besprechungsräumen auf. Nach längerer Planungsphase wurde das Stadthaus 1908/09 abgerissen und durch das Neue Rathaus ersetzt. Beim Abriss trat mehr mittelalterliche Bausubstanz zutage, als man erwartet hatte. Einzelne Mauerteile hatten bis ins Dachgeschoss des Vorgängerbaus gereicht.

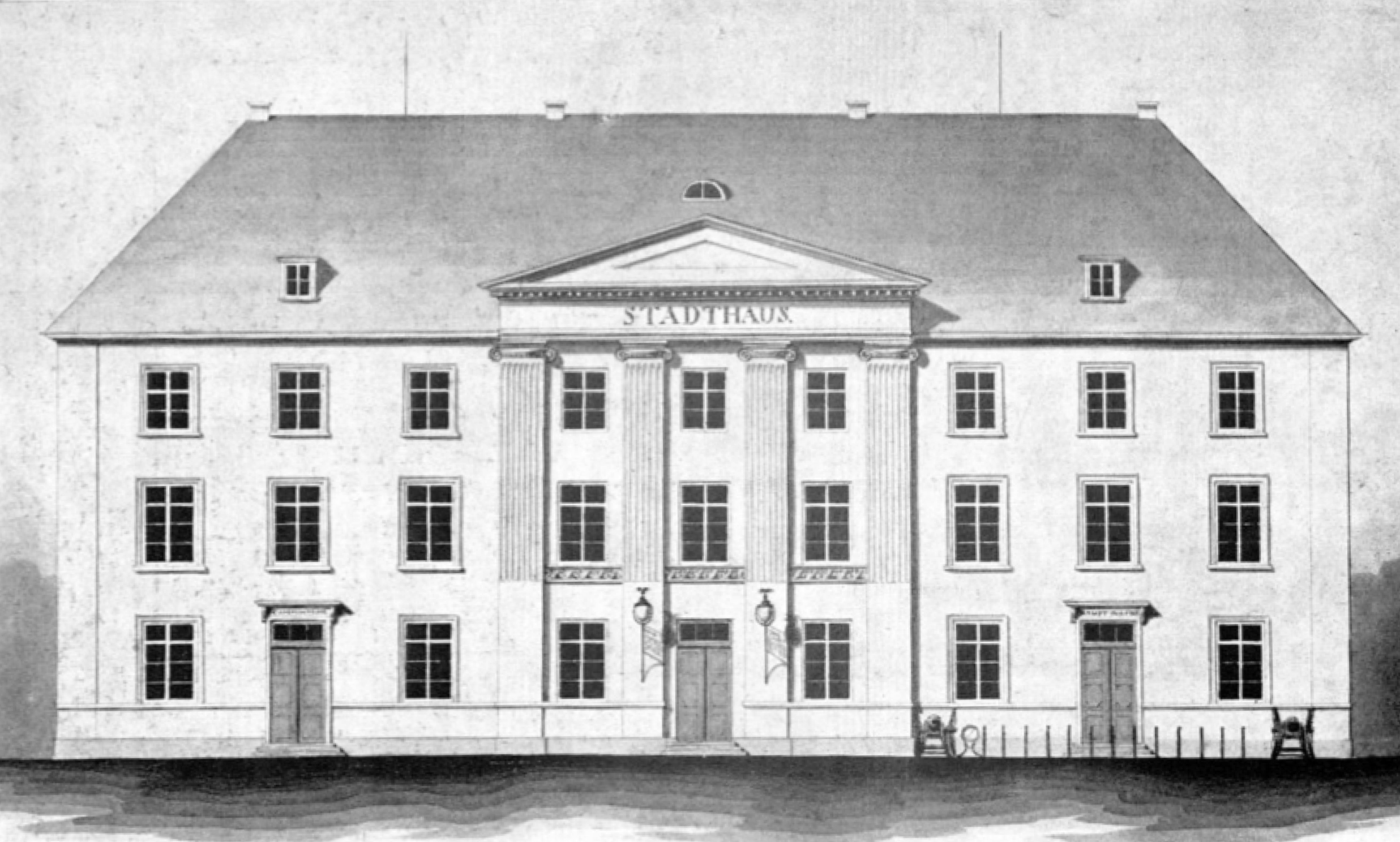
Nicolaus Blohm: Fassadenentwurf
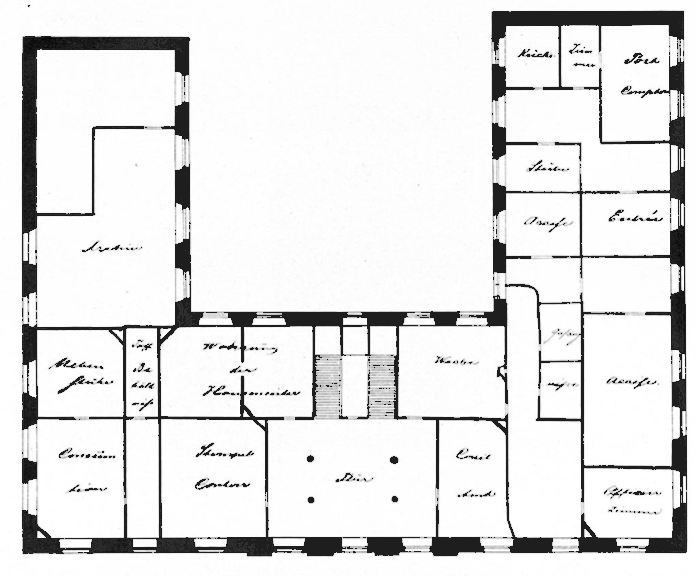
Nicolaus Blohm: Entwurf des Erdgeschosses
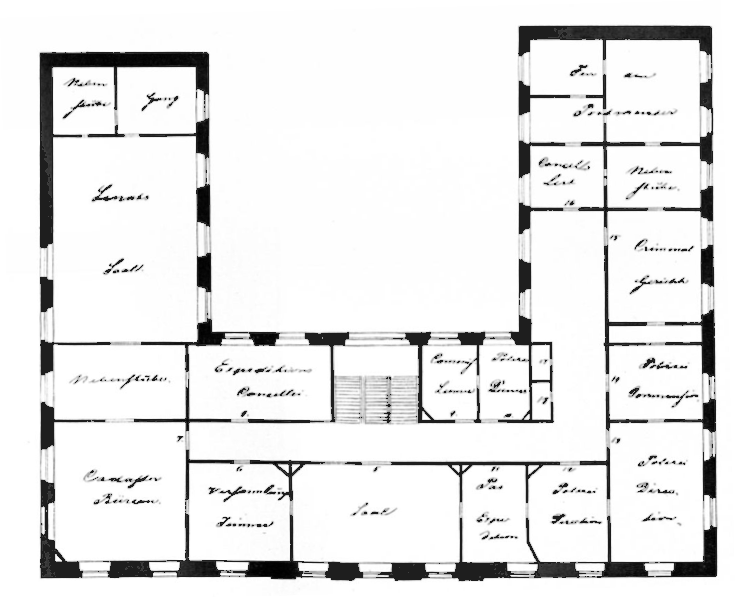
Nicolaus Blohm: Entwurf des 1. Obergeschosses